# Gerry Thomas
Pour les articles homonymes, voir Thomas.
Gerry Thomas (17 février 1922 - 18 juillet 2005) est un représentant commercial américain. Il aurait inventé le TV dinner en 1952[réf. souhaitée], même si, à l'époque, il ne possédait pas de télévision[réf. souhaitée] chez lui.
Se basant sur son expérience en tant que militaire qui s'occupait de servir ses collègues dans l'armée, il aurait développé un plateau à trois compartiments, lequel était semblable aux plateaux en usage à bord des avions civils à ce moment-là. La première année de production, il a vendu 10 millions de repas. 

## Biographie
Il devient responsable des ventes lorsque Campbell Soup rachète Swanson (en), son employeur, en 1955. Il prend sa retraite en 1970, après une crise cardiaque. Pendant sa retraite, il devient consultant et dirige également une galerie d'art. 
Ironiquement, Thomas était un cuisinier gourmet et sa femme Susan a affirmé qu'il n'avait jamais mangé un TV Dinner, Sa « paternité » le mettait mal à l'aise, lui qui prétendait avoir seulement mis ensemble différentes idées.
Ces dernières années, le rôle de Thomas dans l'invention du TV Dinner a été contesté par d'anciens employés de Swanson et Campbell, des responsables de l'industrie des aliments surgelés, et les héritiers de la famille Swanson, qui ont affirmé sur plusieurs tribunes que le produit a été créé par les frères Swanson, Clarke et Gilbert. M. Crawford Pollock, qui a été chef de marketing chez Swanson à l'époque, a également dit d'avoir joué un rôle dans le développement de l'invention.
Après la mort de Thomas, en 2005, un article d'opinion du Los Angeles Times relance le débat en traitant le récent disparu de « charlatan », ce qui pousse d'autres journaux à réexaminer les origines du TV Dinner,,,,.
Par la suite paraissent des dizaines d'articles et de publications, ainsi que des rétractations sur les notices nécrologiques où Thomas était crédité de l'invention. Selon le New York Times, bien que Thomas doit être largement crédité pour avoir eu l'inspiration de cette invention, il y a eu trop de réclamations concurrentes, y compris celles de la famille que Swanson, pour qu'il en soit considéré comme le seul et unique inventeur. Selon la famille Swanson, W. Clarke Swanson, propriétaire de l'entreprise de l'entreprise dans les années 1950, en aurait eu l'idée de base. Néanmoins, Pinnacle Foods, qui détient actuellement Swanson, crédite toujours Thomas de la proposition du concept de TV Dinner. Et, un éditorial de l'Arizona Republic qualifie le débat sur l'invention du TV Dinner d' « étonnamment vindicatif ».
Selon la Bibliothèque du Congrès, toute l'histoire entourant l'invention du TV Dinner est plus que douteuse. L'institution note que les repas congelés existaient plusieurs années avant que Swanson ou Gerry Thomas) ait eu leur célèbre idée.